# Geschichte der Juden in München
Zwar wohnten bereits im Mittelalter Juden in München, doch wurden sie in Pogromen mehrmals vertrieben und konnten sich aufgrund der besonders restriktiven antijüdischen Politik der bairischen Wittelsbacher erst ab etwa 1800 etablieren. Insofern dann einerseits einige bedeutende Persönlichkeiten aus der Münchner jüdischen Gemeinde hervorgingen und andererseits der Antisemitismus gerade von München als „Hauptstadt der Bewegung“ aus wirkte, ist die Geschichte der Juden in München von besonderer, mehr als nur lokaler Bedeutung. Das gilt auch noch für die Zeit nach 1945.

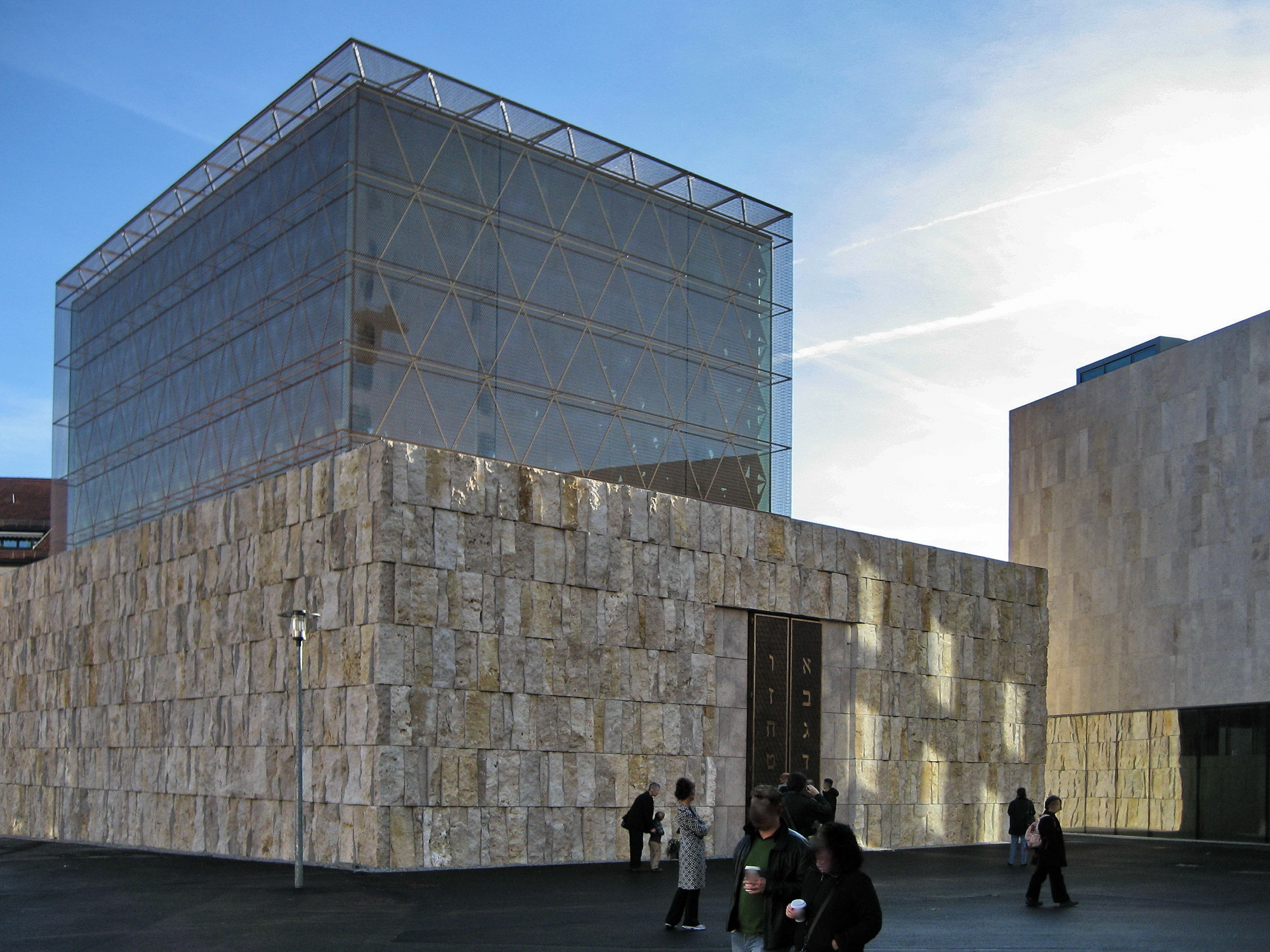
Die neue Hauptsynagoge in München im Jüdischen Zentrum München; rechts im Hintergrund das Jüdische Museum

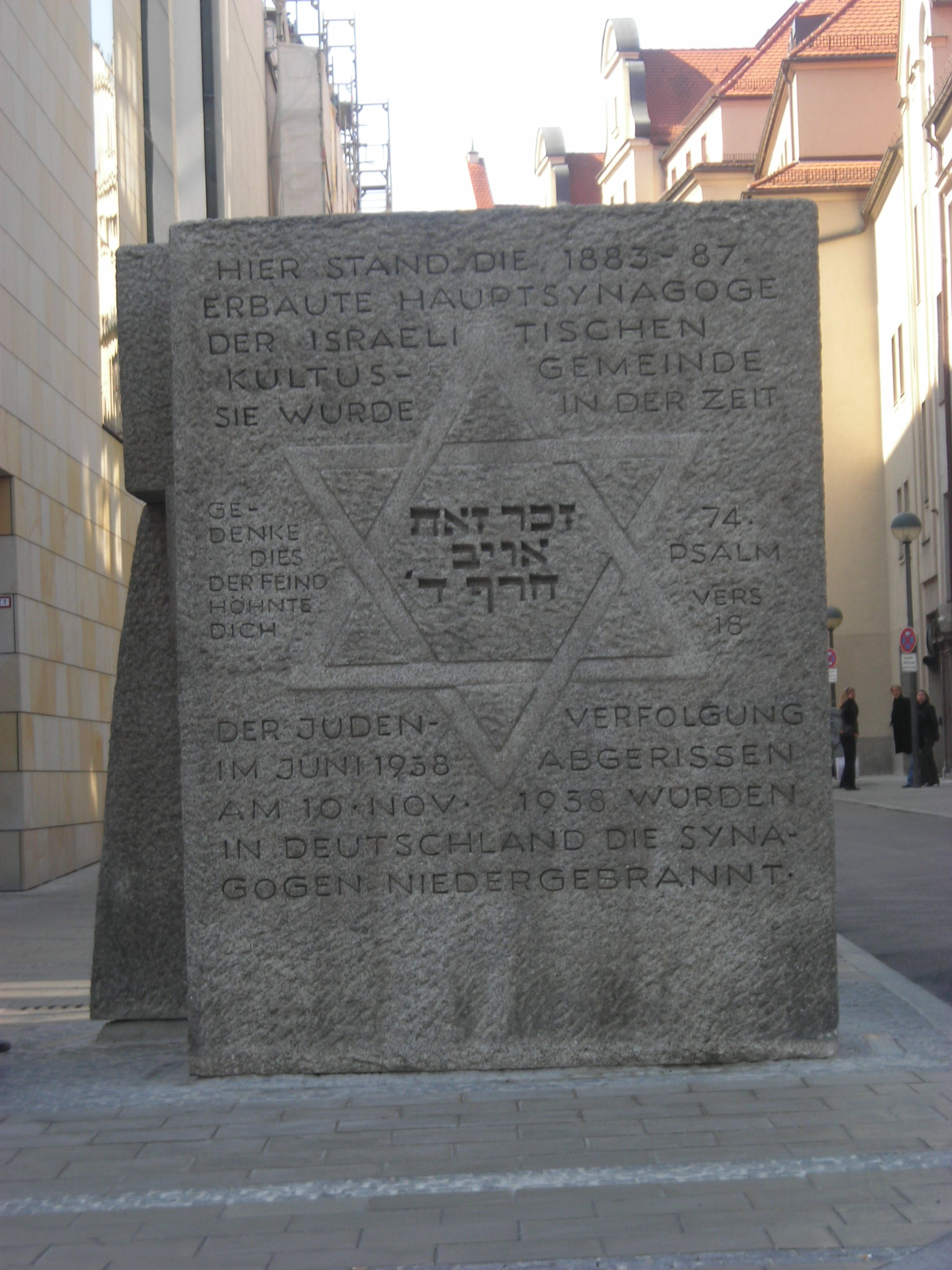
Gedenkstein für die ehemalige Hauptsynagoge München (Herzog-Max-Str.)

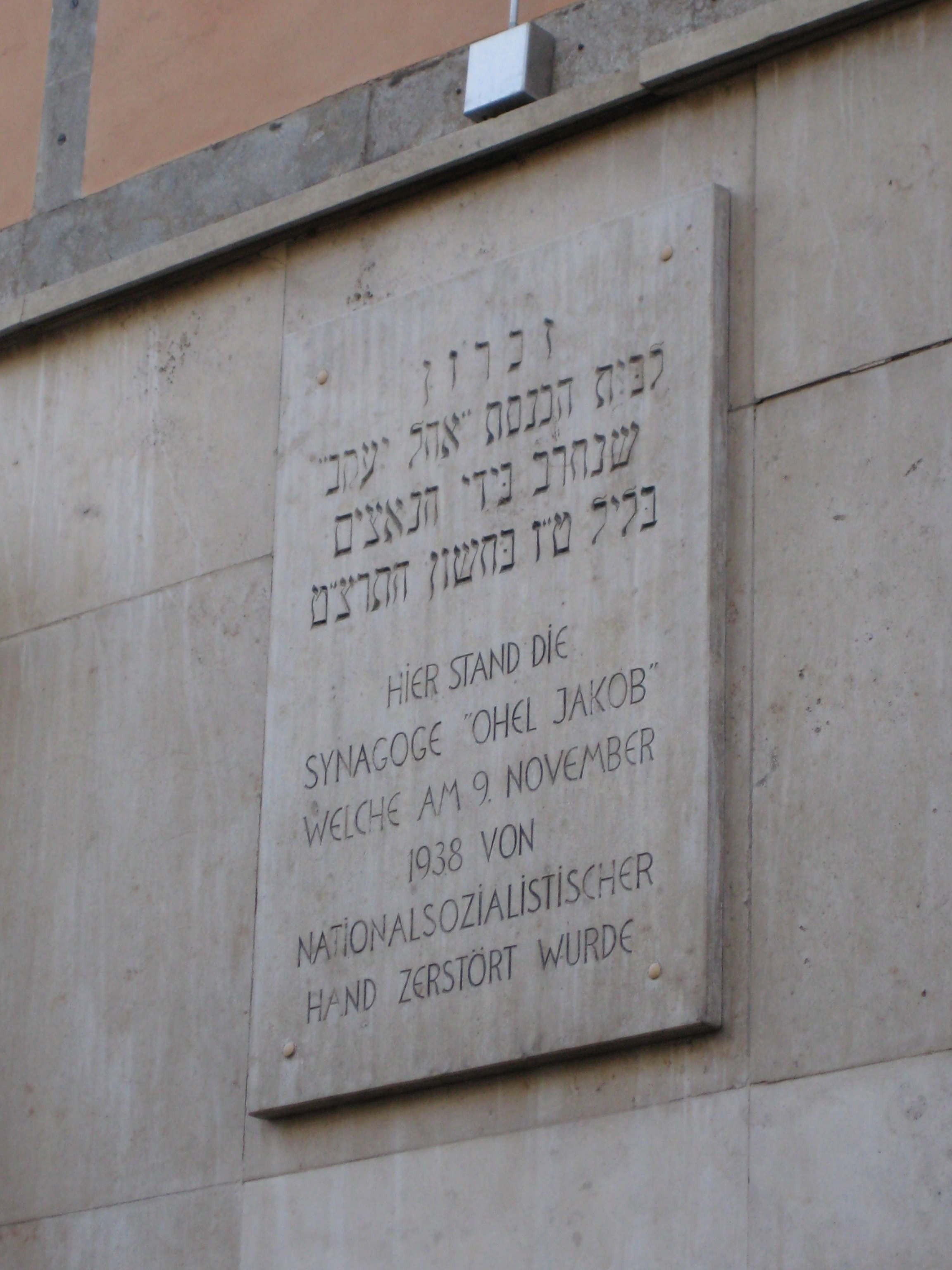
Gedenktafel am Ort der von den Nazis zerstörten Ohel Jakob Synagoge in der Herzog-Rudolf-Str. 1 in München.

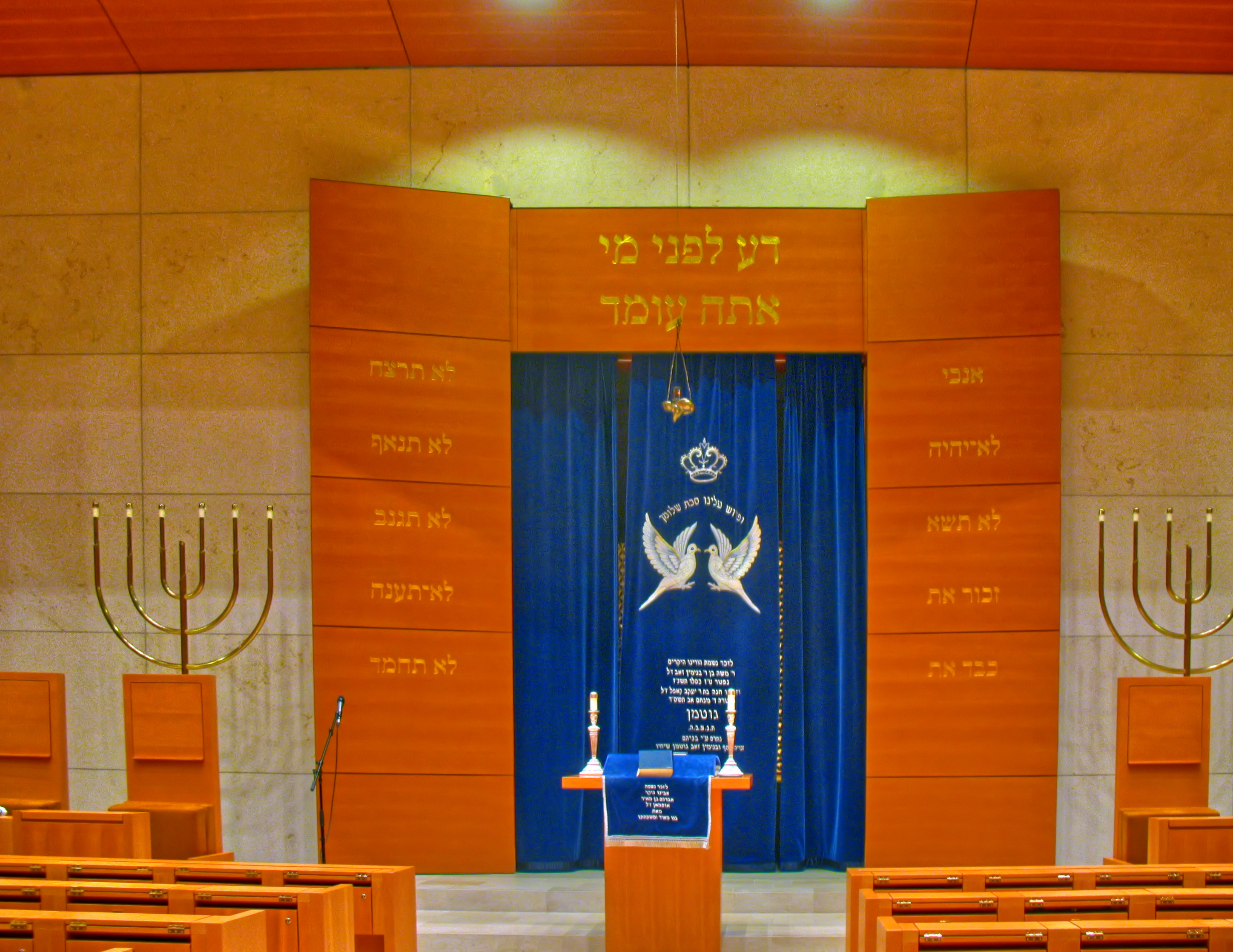
Toraschrein der Münchner Hauptsynagoge am Jakobsplatz

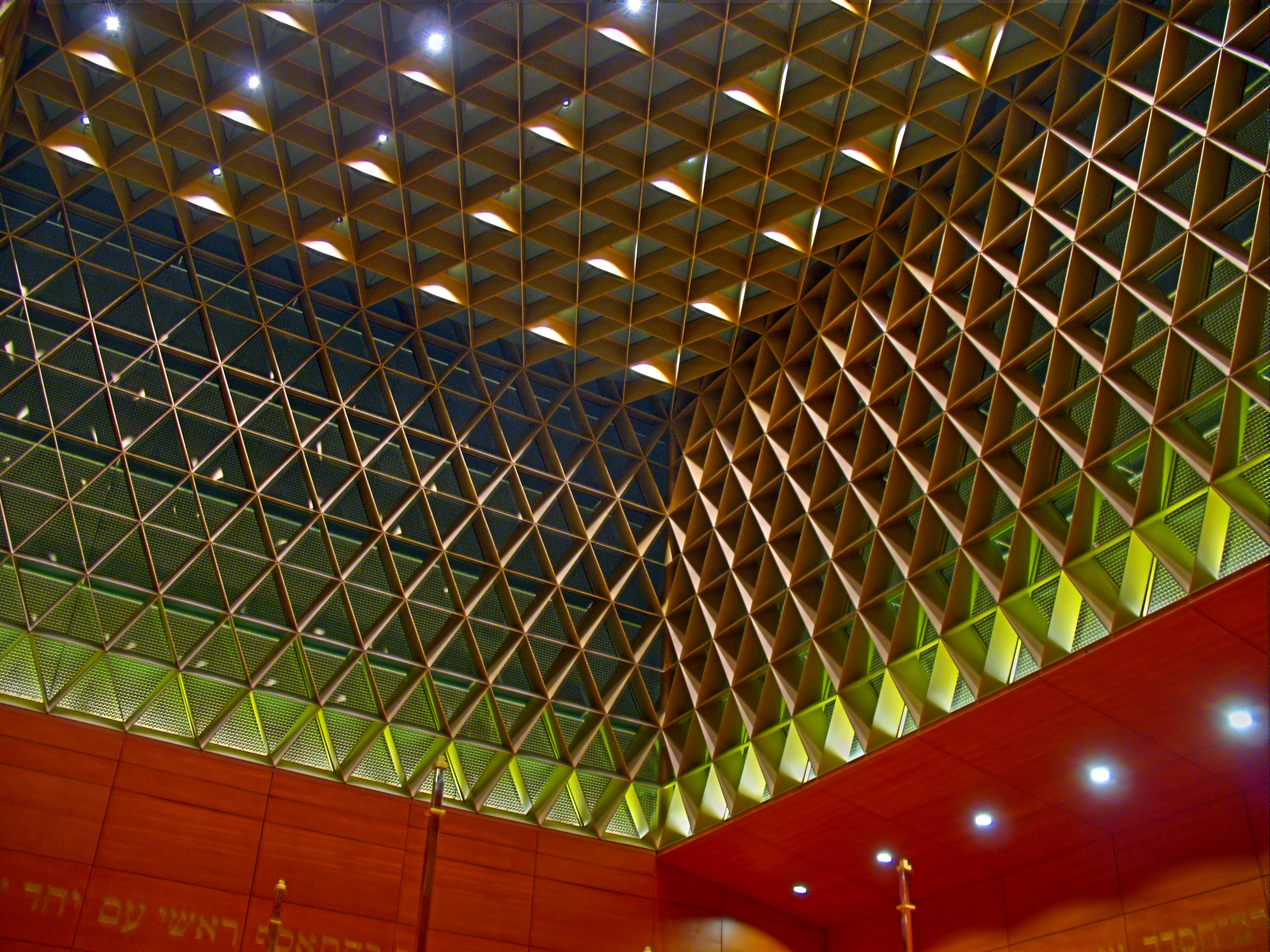
Synagoge am Jakobsplatz, München – Kuppel mit Davidsternmotiv (innen)

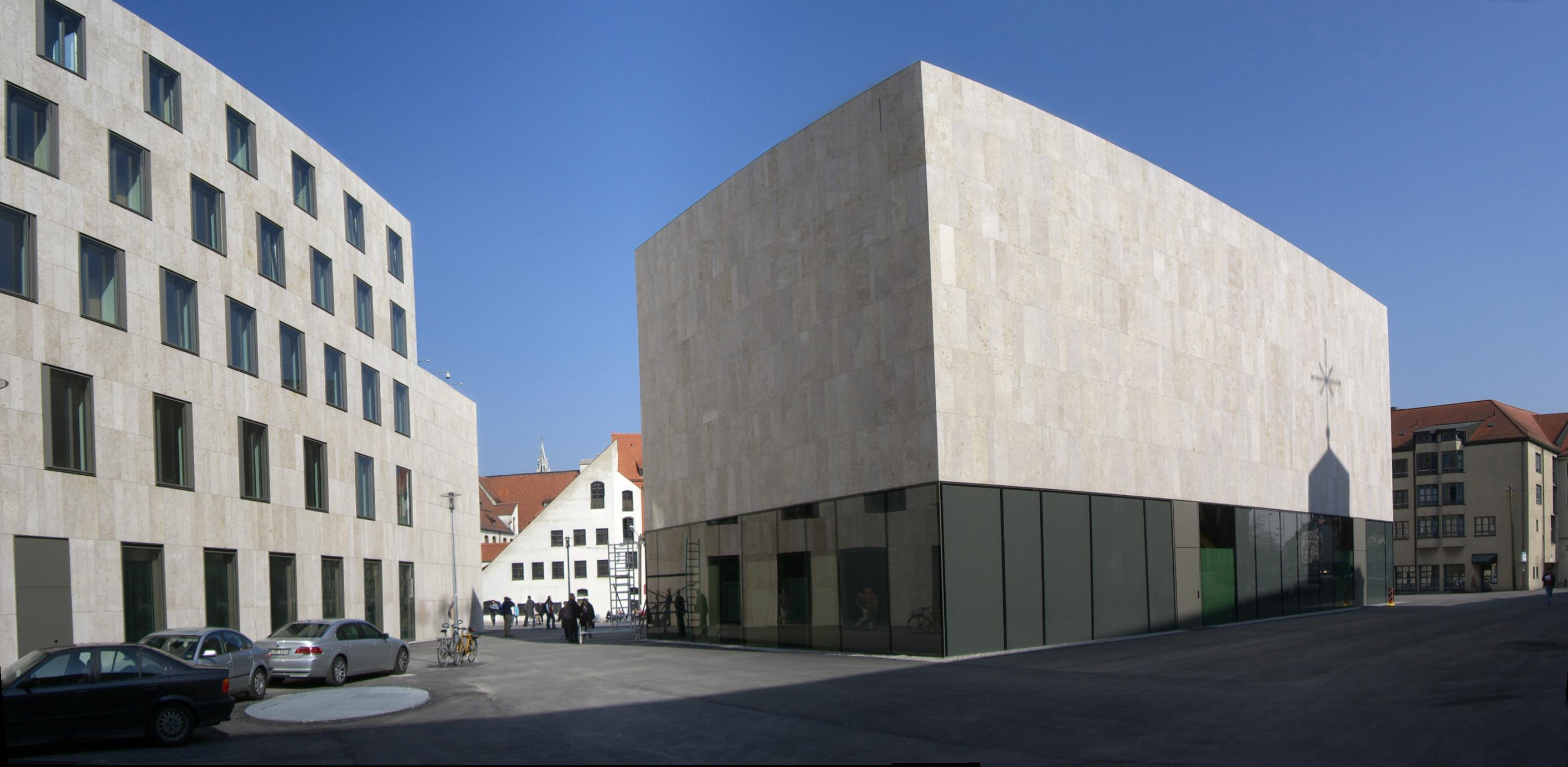
Jüdisches Zentrum und Jüdisches Museum am Jakobsplatz, München

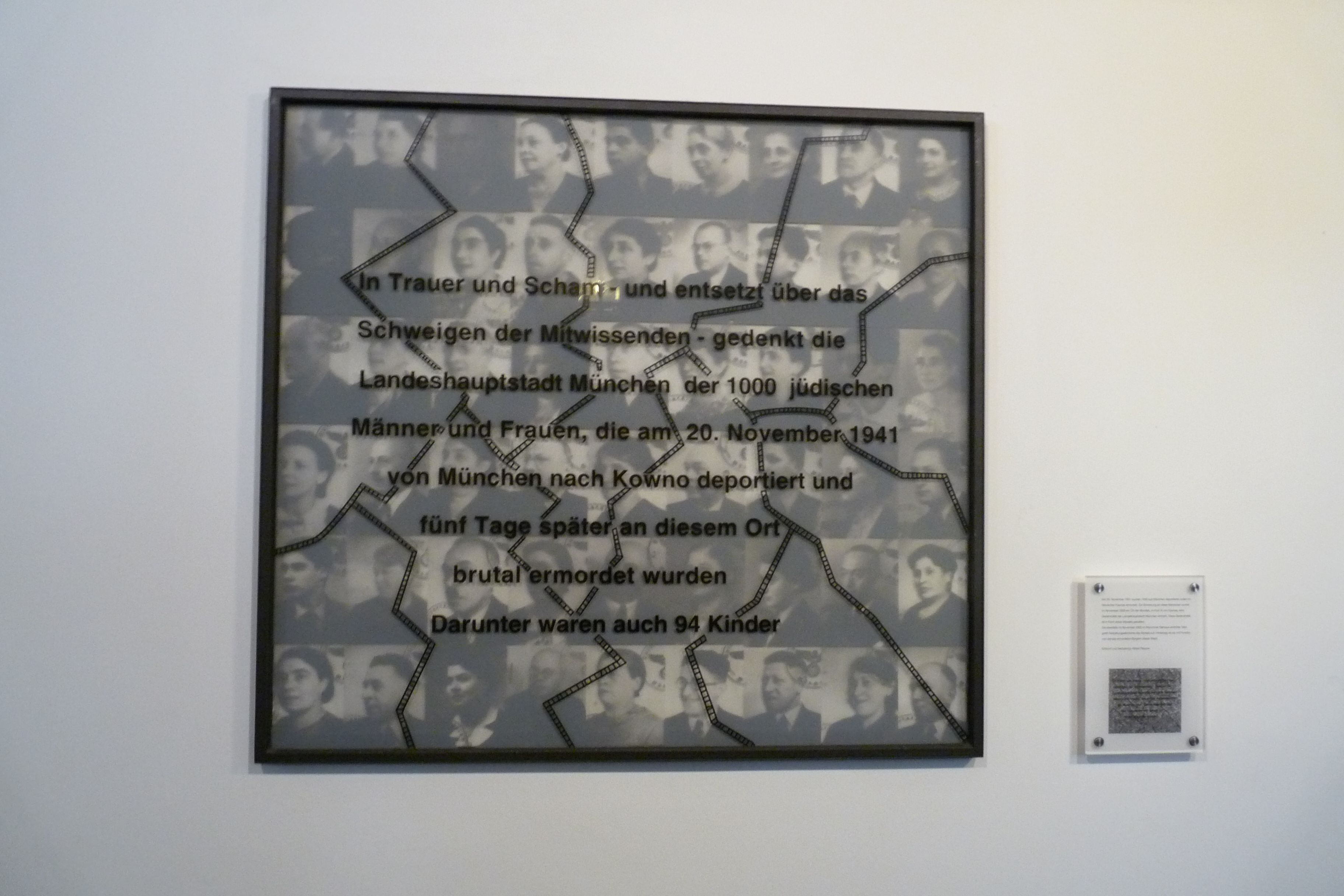
Mahnmal im Rathaus zur Erinnerung an der Deportation von 1000 Münchner Juden nach Kaunas im Jahr 1941

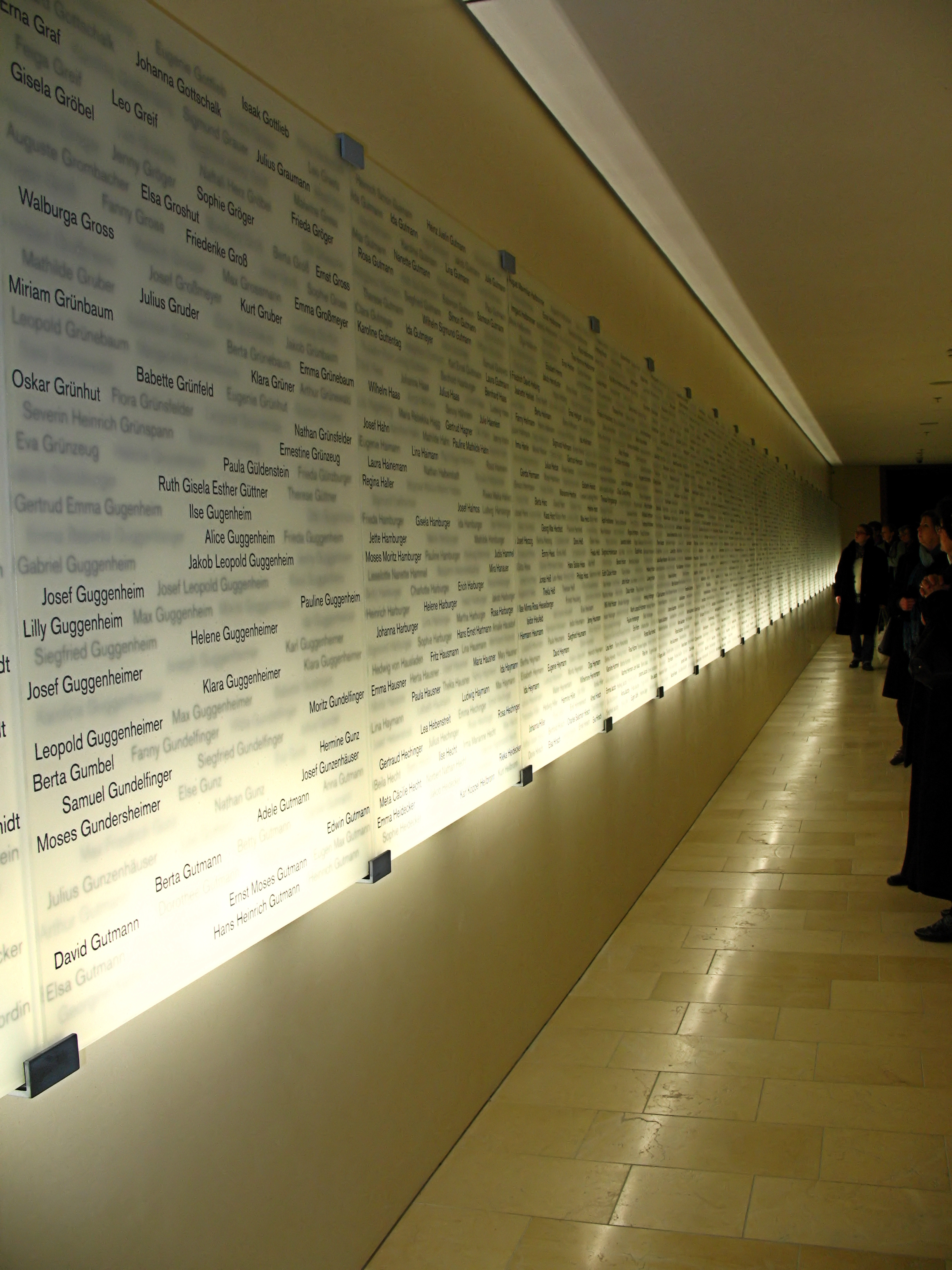
Gang der Erinnerung, der das Gemeindehaus unterirdisch mit der Synagoge am Jakobsplatz, München, verbindet

## 12. Jahrhundert: Beginn jüdischen Lebens in München
Juden lebten seit dem Mittelalter in München. Zwar ist die Quellenlage nicht frei von Zweifeln, dennoch sind sich Historiker darüber einig, dass sich erste Juden bereits bald nach der Stadtgründung von München (1158) dort ansiedelten.
Urkundlich wird ihr Aufenthalt 1229 erstmals erwähnt. Der in diesem Jahr genannte erste namentlich bekannte Jude in München hieß „Abraham de Municha“ bzw. „Abraham der Municher“. Am 12. Oktober 1285 kam es zum ersten Pogrom, nachdem eine Frau „gestand“, die Münchner Juden hätten ein getauftes Christenkind getötet und sein Blut getrunken. Eine aufgebrachte Volksmenge zündete die Synagoge an, wobei 180 Juden, die sich in den ersten Stock geflüchtet hatten, in den Flammen umkamen, ihre Namen sind im Nürnberger Memorbuch von 1296 als Märtyrer verzeichnet. Zwei Jahre danach durften die Juden in die Stadt zurückkehren. Es folgten weitere Pogrome gegen Juden in München in den Jahren 1345, 1349, 1413, 1442 und 1715, die urkundlich dokumentiert wurden.

## 14. und 15. Jahrhundert: Wachstum, Pogrome, Vertreibung
Das 14. und 15. Jahrhundert waren geprägt von Phasen des Wachstums der jüdischen Gemeinde und von Pogromen gegen Juden. 1381 baute die Gemeinde ein im Jahr zuvor erworbenes Haus in der Judengasse (später: Gruftgasse) zur Synagoge in der Judengasse um. 1442 wurden jedoch alle Juden aus München und Oberbayern auf Befehl Herzog Albrechts III. vertrieben. Die Synagoge in der Judengasse wurde zu einer Marienkapelle (Gruftkapelle) umgebaut und umgewidmet, die nach 1803 verschwand.

## 18. Jahrhundert: Rückkehr jüdischen Lebens nach München
Nach über 300 Jahren siedelten sich wieder Juden in der zweiten Hälfte des 18. Jahrhunderts in München an. Ihre Stellung in der Gesellschaft war schwierig. Auch die Jüdische Emanzipation, die sich im Zuge der Französischen Revolution entwickelte, konnte die Situation der Juden in München nur langsam verbessern. 1802 stellten Abraham Uhlfelder und Abraham Wolf Wertheimer den Rabbiner Hessekiel Hessel an.
Ein 1805 veröffentlichtes „Regulativ über die hiesige Judenschaft“ setzte auf Emanzipation nur unter dem Vorbehalt der Besserung, was bedeutete, dass die Emanzipation in die Hände von Bürokraten gelegt wurde. Den ständigen Aufenthalt garantierte nur die Aufnahme in die neu zu erstellende Matrikel, wobei die zugeteilte Nummer auf nur ein Kind übertragen werden konnte. Der Zutritt in die zünftischen Gewerbe blieb Juden verwehrt. Erlaubt waren ihnen jetzt immerhin Ansiedlung im ganzen Stadtgebiet und Religionsausübung. 70 jüdische Familien erhielten Bleiberecht; 37 Familien mussten München verlassen. Außerhalb der staatlichen Judengesetzgebung stand die kleine Schicht von Bankiers und Großhändlern, die durch Geschäftstätigkeit und Finanzanleihen ihre Nützlichkeit für den bayerischen Staat bewiesen hatten; sie bewegten sich ganz selbstverständlich innerhalb des Hofes und der höheren Beamtenschaft.
Eine Aufforderung der Münchner Polizeidirektion, die jüdische Gemeinde solle eigene jüdische Schulen errichten, lehnte Gemeindevorsteher Uhlfelder mit der Begründung ab, er könne den Mitgliedern nicht vorschreiben, in welche Schule sie ihre Kinder schickten; vermögende jüdische Eltern stellten für ihre Kinder Hauslehrer ein. 1804 wurde den Juden der Eintritt in die höheren und niederen Lehranstalten der christlichen Konfessionen gestattet.
1806 wurde aus dem Bedürfnis, dem traditionellen religiösen Leben eine breitere Basis und zugleich eine Organisationsform zu schaffen, die „Chewra Talmud Tora“ gegründet.

## 1806 bis 1871: Rechtssicherheit, Gründung der IKG, Friedhof und Synagogenbau
Im Jahre 1806 wurde der Wittelsbacher Maximilian I. Joseph der erste König des Königreichs Bayern. Der Vorstand der israelitischen Kultusgemeinde Münchens war der erste im Königreich Bayern, der sich ohne Vorbehalt auf den Boden der neuen Zeit stellte und die noch in den Ministerien schwebenden Verhandlungen und Beratungen zu beeinflussen versuchte durch eine von Abraham Uhlfelder als Vorsteher sowie vier Deputierten unterzeichnete „zur allerhöchsten Stelle gerichtete Immediateingabe“ vom 8. April 1812. Nach den üblichen schmeichlerischen Einleitungsfloskeln wagten sie, den König „um die Emanzipation unserer Glaubensgenossen im ganzen Königreiche allerunterthänigst anzuflehen und um den Genuss der staatsbürgerlichen Rechte allerdevotest zu bitten, indem wir zugleich die treueste und heiligste Erfüllung aller staatsbürgerlichen Pflichten ohne Ausnahme geloben.“ Dann folgt die rhetorisch gemeinte Frage: „Ob die Juden in Rücksicht ihrer Religion des Genusses der Bürgerrechte fähig und würdig sind?“ Weiter heißt es, diese Frage sei theoretisch und auch praktisch „affirmativ beantwortet“ durch die erfolgreiche Judenemanzipation in Napoleons Kaiserreich und einer ganzen Reihe deutscher Staaten. „Und in Baiern sollten wir zurückstehen? ... Nicht möglich! Die Constitution und mehrere frühere und spätere Gesetze und organische Edicte sprechen zu bestimmt vollkommene Religions- und Gewissensfreyheit aus, als dass wir von dieser Seite etwas zu befürchten hätten.“
Mit dem Judenedikt von 1813 ermöglichte der königliche Minister Montgelas erstmals die Rechtssicherheit der jüdischen Gemeinschaft in Bayern. Zwar wurden im Edikt die Freizügigkeit der Juden sowie die Möglichkeit von Familiengründungen eingeschränkt, da eine Heirat von der Obrigkeit genehmigt werden musste. Es ermöglichte aber dennoch ein geregeltes Leben und führte zu einem deutlichen Anstieg der jüdischen Gemeinschaft in Bayern.
Ein weiterer wichtiger Schritt für die Juden in München war im Jahre 1815 die Gründung der „Israelitischen Kultusgemeinde München“. Schon ein Jahr später wurde der jüdischen Gemeinde die Erlaubnis erteilt, einen jüdischen Friedhof anzulegen, worauf 1816 der Alte Israelitische Friedhof in Sendling an der Straße nach Thalkirchen errichtet wurde. Nachdem der alte Friedhof trotz mehrfacher Erweiterungen und dem Bau eines Taharahauses 1882 belegt war, wurden die Verstorbenen ab 1908 auf dem Neuen Israelitischen Friedhof an der Garchinger Straße begraben und der alte Friedhof geschlossen.
Die erste neuzeitliche Münchner Synagoge wurde 1824 bis 1826 an der Westenriederstraße gebaut, unter massivem Druck der Obrigkeit. Bis zu diesem Zeitpunkt trafen sich die Münchner Juden in vielen kleinen privaten Beträumen, die es über die ganze Stadt verteilt gab. Diese Situation missfiel den Behörden, da sie glaubte, dass in den Beträumen unkontrollierbare Winkelzusammenkünfte stattfinden würden. So zwangen die Behörden die Gemeinde unter Androhung von Geld- und Arreststrafen zum Bau einer Synagoge. Damit erfüllte sich aber auch ein lang ersehntes Ziel der Jüdischen Gemeinde. Die Synagoge entstand jedoch nur am damaligen Stadtrand, in der heutigen Westenriederstraße 7, was einen repräsentativen Kultbau im Herzen Münchens verhinderte, der als Symbol jüdischer Emanzipation und Integration hätte gelten können.

## 1872 bis 1900: Rechtliche Gleichstellung und zwei neue Synagogen
Unmittelbar nach der deutschen Reichsgründung erhielten im Jahre 1872 die jüdischen Bürger endlich dieselben Bürgerrechte wie die Christen in Deutschland. Diese rechtliche Gleichstellung war ein entscheidender Impuls für das jüdische Leben in München, da ein starker Zuzug von jüdischer Landbevölkerung aus dem gesamten bayerischen Gebiet und darüber hinaus einsetzte. Viele Fabrikationsbetriebe und Handelsfirmen wurden ab 1872 von Juden in München gegründet wie z. B. die Gebr. Freundlich. In der Folgezeit entwickelte sich die Jüdische Gemeinde in Bayern mit großer Geschwindigkeit.
1882 wurde auf Betreiben von König Ludwig II. der zu diesem Zeitpunkt blühenden Jüdischen Gemeinde ein Grundstück in der Innenstadt, gegenüber der Maxburg für den Neubau der Hauptsynagoge zur Verfügung gestellt. Die neue Hauptsynagoge in der Herzog-Max-Straße konnte am 16. September 1887 mit vielen offiziellen Gästen feierlich eingeweiht werden und war zu diesem Zeitpunkt die drittgrößte Synagoge Deutschlands – in unmittelbarer Nähe zur Frauenkirche. Sie gehörte der Gemeinde nach zum Reformjudentum, zählte zu den schönsten Synagogen in Europa und verlieh der Jüdischen Gemeinde ein neues Selbstbewusstsein, da sie zugleich ein Zeichen für die Akzeptanz und die Bedeutung der jüdischen Bevölkerung für das politische und gesellschaftliche Leben in München war. Eine Phase der Integration schien angebrochen.
Diese Entwicklung fand jedoch nicht überall in Europa statt. Zahlreiche Juden in Osteuropa entflohen den dortigen Pogromen und zogen Richtung Westen. Viele von ihnen wanderten in die Vereinigten Staaten aus. Eine Zwischen- und manchmal auch Endstation auf diesem Wege war München.
Die Orthodoxe Gemeinde, die sich zunehmend von den Versammlungen der Reformgemeinde fernhielt, erbaute auf eigene Kosten 1891/92 die Synagoge Ohel Jakob in der Herzog-Rudolf-Straße (früher Kanalstraße).

## 1900 bis 1919: Zuwanderung aus Osteuropa
Durch die starke Zuwanderung von Juden aus Osteuropa stieg die Zahl der jüdischen Bevölkerung in München nach der Jahrhundertwende stark an. 1910 gehörten 11.083 von 590.000 Einwohnern der Stadt dem jüdischen Glauben an (knapp 2 % der Gesamtbevölkerung). Persönlichkeiten wie Lion Feuchtwanger, Bruno Walter, Hermann Levi, Max Reinhardt, Julius Spanier, Otto Bernheimer oder Kurt Eisner trugen zum internationalen Ruf wie auch zum kulturellen, politischen, wissenschaftlichen und wirtschaftlichen Leben Münchens bei.

## Weimarer Republik
In der Zwischenkriegszeit verschlechterten sich die Lebensbedingungen für Juden in München: So kam es in den 1920er Jahren zunehmend zu Spannungen und zur rücksichtslosen Ausweisung polnischstämmiger Juden. Auch verübten SA-Trupps Übergriffe auf jüdische Personen und Geschäfte. Als 1931 mit der Synagoge an der Reichenbachstraße eine dritte Synagoge eingeweiht wurde, die für die aus dem Osten vertriebenen Juden bestimmt war, erschien in den Münchner Neuesten Nachrichten, der damals größten Münchner Tageszeitung, kein Bericht darüber.

## 1933 bis 1945: Repressionen, Verfolgung, Vertreibung und Tod
Vor 1933 lebten in München 12.000 jüdische Bürger. Auf die nationalsozialistische Machtergreifung folgten unmittelbar im Januar 1933 staatlich verordnete, massive Repressionen, welche schließlich 1935 zu den Nürnberger Rassegesetzen führten und in der systematischen Vernichtung der europäischen Juden endeten. So hatte die jüdische Gemeinde in München 1936 noch 9000 Mitglieder, aber schon zwei Jahre später hatte sich diese Zahl halbiert. 1935 wurden in allen Stadtteilen Münchens Kästen mit dem Nazi-Organ „Der Stürmer“ aufgestellt, die neben antisemitischen Hasstiraden auch Verzeichnisse der jüdischen Geschäfte des Stadtbezirks sowie Listen derjenigen Bewohner aufwiesen, die noch weiterhin jüdische Geschäfte betraten.
Diese schwere Zeit spiegelt sich auch in der Festschrift der Israelitische Kultusgemeinde zum 50-jährigen Bestehen ihrer Synagoge am 5. September 1937 wider: „Die 50. Wiederkehr dieses Tages festlich zu begehen, ist heute nicht die Zeit.“ Bereits neun Monate später wurde die Hauptsynagoge auf persönlichen Befehl Adolf Hitlers am 9. Juni 1938 abgerissen – fünf Monate vor der Reichspogromnacht. Begründet wurde dies mit verkehrstechnischen Notwendigkeiten eines Parkplatzes, vermutet wird ein Zusammenhang mit dem „Tag der deutschen Kunst“, der im benachbarten Deutschen Künstlerhaus begangen werden sollte. Der Abriss wurde bereits zwei Tage später in Angriff genommen. Die Kosten hierfür wurden der jüdischen Gemeinde auferlegt. Im Nazi-Organ „Der Stürmer“ konnte man lesen: „Ein Schandfleck verschwindet“. Es sollten zwar auch die Gebäude abgerissen werden, die ebenfalls zum Synagogenkomplex gehörten, doch stattdessen kam es zur Umnutzung dieser Häuser: Fortan nutzte die SS diese Räumlichkeiten für den „Lebensborn e. V.“.
Bis Sommer 1938 verließen mehr als 3.500 Juden München, die meisten emigrierten nach Palästina und in die USA. Wer bis 1938 sein Geschäft nicht „freiwillig“ aufgegeben hatte, wurde gezwungen, seine Firma zu „Arisieren“. Ab Sommer 1938 wurden von 1.670 jüdischen Kaufleuten und Handwerkern mehr als 1.000 arbeitslos. Am 9. November 1938 läutete Joseph Goebbels mit einer Rede im Alten Rathaus in München die „Reichspogromnacht“ ein (auch bekannt unter der nationalsozialistischen Bezeichnung „Reichskristallnacht“).
In der Herzog-Rudolf-Straße brannte die Synagoge des orthodoxen Vereins Ohel Jakob aus, und die Synagoge in der Reichenbachstraße blieb nur wegen der dichten Bebauung im Gärtnerplatzviertel vom Brand verschont – fiel aber dennoch dem Vandalismus von SA-Truppen zum Opfer. Bei den jüdischen Geschäften wurden größtenteils sämtliche Fenster eingeschlagen. Fast 200 der insgesamt 690 jüdischen Geschäfte wurden von den Behörden am 10. November geschlossen, die Türen und Fenster mit Brettern vernagelt oder mit Tüchern verhängt und Schilder mit der Aufschrift „Jüdisches Geschäft“ angebracht. Die noch bestehenden jüdischen Geschäfte wurden bis Ende 1939 zwangsarisiert bzw. aufgelöst.
Am 10. November erklärte dazu die Münchner Kreisleitung der NSDAP:

„Die frechgewordenen Juden sind verhaftet. Das nationalsozialistische München demonstriert heute um 20 Uhr in 20 Massenkundgebungen gegen das Weltjudentum und seine schwarzen und roten Bundesgenossen“

Von da an wurden im Münchner Adressbuch keine Einrichtungen oder Synagogen der Israelitischen Kultusgemeinde mehr aufgeführt. Auf dem Papier existierten die Juden in München schon nicht mehr.
Viele Münchner Juden wurden in den folgenden Jahren vertrieben.
Im August 1941 lebten noch 3249 als Juden verfolgte Personen in München. In diesem Jahr errichtete die NSDAP ein Sammellager in Milbertshofen, wenig später eines in Berg am Laim. Am 20. November 1941 wurden 1000 Münchner Juden nach Kaunas deportiert, davon 94 Kinder. Diese wurden nach fünf Tagen im IX. Fort von Kaunas ermordet. Im April 1942 wurde das jüdische Kinderheim zwangsweise aufgelöst und die Kinder deportiert. Kurz danach wurde auch das Israelitische Kranken- und Schwesternheim aufgelöst und seine zum Teil schwerstkranken Patienten und die Schwestern in die Vernichtungslager transportiert. Von etwa 3000 Münchner Juden ist bekannt, dass sie zwischen Juni 1942 und 23. Februar 1945 deportiert und zu einem großen Teil ermordet wurden. Am 30. April 1945 fanden die amerikanischen Befreier nur noch 84 überlebende Juden in München vor. Von den etwa 1550 Münchner Personen, die 1945 aus dem KZ Theresienstadt befreit werden konnten, kehrten 160 in ihre Heimatstadt zurück.

## 1945 bis heute
Bereits kurz nach der Befreiung vom Nationalsozialismus wurde am 19. Juli 1945 im ehemaligen Altersheim Kaulbachstraße die Israelitische Kultusgemeinde München und Oberbayern (IKG) neu gegründet, welche am 20. Mai 1947 die wiederhergestellte Synagoge in der Reichenbachstraße 27 einweihen konnte.
Ebenfalls kurz nach der Befreiung folgte die Rückkehr jüdischen Lebens in die ehemalige „Hauptstadt der Bewegung“, da München Auffangstation für „Displaced Persons“ (DPs) wurde. Somit kam in München viele Juden und Verfolgte der Nazidiktatur in Wohnquartieren für DPs unter. Neben Überlebenden aus Konzentrationslagern kamen viele aus Osteuropa sowie auch ein erheblicher Anteil an jüdischen Flüchtlingen aus ganz Europa. Für viele galt München aber nur als Zwischenstation auf ihrem Weg in die USA oder nach Palästina. Trotzdem hatte die Jüdische Gemeinde Münchens bereits im März 1946 wieder etwa 2800 Mitglieder. Allmählich wurde München für Juden auch wieder Heimat.
In Bogenhausen, speziell in der Möhlstraße mit allen ihren Seitenstraßen, siedelten sich verschiedene Organisationen an, wie das Münchner jüdische Komitee und das Zentralkomitee der befreiten Juden, die Jewish Agency for Palestine, die Berufsbildungsorganisation Ort, und die Hebrew Immigrant Aid Society. Es entstand eine jüdische Apotheke und ein jüdisches Krankenhaus, später eine Synagoge, ein jüdischer Kindergarten und eine jüdische Schule. Nach der Währungsreform im Juni 1948 nahm dort die Wirtschaftstätigkeit enorm zu und es entwickelte sich ein weit über die Landeshauptstadt bekannter Schwarzmarkt. Von 1949 bis in die 1950er Jahre wurden immer wieder Geldstrafen verhängt, Razzien durchgeführt, Festnahmen veranlasst und Häuser abgerissen, um die jüdischen Ladenbesitzer zu vertreiben und den Marktplatz aufzulösen. Zwischen 1947 und 1960 hielten sich rund 185 Händler auf dem Marktplatz auf. Die große Mehrheit blieb nur für kurze Zeit. In den ersten Jahren nach dem Holocaust spielten die kleinen Läden eine Schlüsselrolle für das wirtschaftliche Überleben vieler jüdischer Familien und damit auch für den Wiederaufbau jüdischen Lebens in Westdeutschland.
Vor 1970 waren jüdische Einrichtungen in München wie andernorts in Deutschland frei zugänglich. Am 10. Februar 1970 wurde bei einem Angriff arabischer Terroristen auf eine von Tel-Aviv gekommene El-Al-Maschine eine Person getötet. Bei einem bislang ungeklärten Brandanschlag am 13. Februar 1970 kurz nach Sabbatanbruch auf das Altenheim der Israelitischen Kultusgemeinde starben sieben Menschen. Im Juni 1970 wurden in der Münchner Hauptsynagoge eine Torarolle und andere Kultgegenstände geschändet.
Beim Münchner Olympia-Attentat während der Olympischen Sommerspiele 1972 forderten Angehörige der Terrororganisation Schwarzer September die Freilassung von 200 palästinensischen Gefangenen aus israelischen Gefängnissen und ermordeten am 5. September 1972 elf israelische Sportler und einen Sicherheitsbeamten. Diese Terrorakte blieben nicht ohne Auswirkung auf das jüdische Leben in München: Unbefangenheit war ferner unmöglich, zumal in dieser Stadt auch beim rechtsterroristischen Oktoberfestattentat am 26. September 1980 dreizehn Menschen getötet und über 200 verletzt wurden – zufällige Besucher des Münchner Oktoberfestes – und hier die prominentesten Rechtsextremisten Deutschlands, Gerhard Frey und Franz Schönhuber, lebten und wirkten.
Die Jüdische Gemeinde hatte schließlich Ende der achtziger Jahre etwa 4000 Mitglieder und zehn Jahre später ungefähr 8000 Mitglieder. Vor allem infolge der starken Zuwanderung aus Nachfolgestaaten der Sowjetunion stieg diese Mitgliederzahl bis 2006 auf rund 11.000 an. Die Räume des Gemeindezentrums in der Reichenbachstraße genügten daher nicht mehr.
Dem Engagement von Charlotte Knobloch, der Präsidentin der Münchner Gemeinde und vom 7. Juni 2006 bis zum 28. November 2010 Präsidentin des Zentralrats der Juden in Deutschland, ist es zu verdanken, dass am 9. November 2006, genau 68 Jahre nach der Pogromnacht, in der auch die alte orthodoxe Synagoge Ohel Jakob zerstört wurde, die neue Hauptsynagoge Ohel Jakob (Zelt Jakobs) am Sankt-Jakobs-Platz in der Münchner Innenstadt eröffnet werden konnte. Die neue Synagoge ist Bestandteil des neuen Jüdischen Zentrums.
Im März 2007 konnte die IKG all ihre Einrichtungen (Jugend- und Kulturzentrum mit Jüdischer Volkshochschule, Sozialabteilung etc.) im Gemeindehaus im Jüdischen Zentrum am Jakobsplatz zusammenführen, nachdem diese vorher über ganz München verstreut waren.
Zudem ist hier seither auch das Jüdische Museum München in städtischer Trägerschaft. Es ist auch ein Verdienst Charlotte Knoblochs, dass dieses Jüdische Museum ein Teil des neuen Jüdischen Zentrums wurde, da ihr Einsatz für die Einrichtung eines solchen Museums eine wichtige Antriebsfeder hierfür war. Davor gab es lediglich ein Provisorium in Form einer kleinen Ausstellung zur jüdischen Geschichte und Kultur im ehemaligen Gemeindezentrum (Reichenbachstraße).
Inzwischen hat die IKG die nötige Infrastruktur, um den Erhalt jüdischer Traditionen und die Religionsausübung zu gewährleisten. Dies umfasst in München drei Synagogen, ein koscheres Restaurant, eine koschere Metzgerei, zwei Mikwaot (rituelle Tauchbäder), einen Kindergarten, eine Grundschule mit Hort, ein Seniorenheim, ein Jugend- und Kulturzentrum mit Bibliothek und jüdischer Volkshochschule sowie eine Integrationsabteilung für Neuzuwanderer aus den Staaten der ehemaligen Sowjetunion, eine Sozialabteilung und zwei Friedhöfe: der alte israelitische und der neue israelitische Friedhof. Die IKG beheimatet als Einheitsgemeinde jüdische Mitglieder sämtlicher religiöser Ausrichtungen und wird entsprechend dem jüdischen Religionsgesetz, der Halacha, geführt.
Neben der orthodox geführten Einheitsgemeinde gibt es seit 1995 in München die liberale jüdische Gemeinde Beth Shalom, deren Vorsitzender Jan Mühlstein ist. Die Gemeinde beabsichtigt, eine Synagoge in der Reitmorstraße im Lehel zu bauen, wofür Daniel Libeskind als Architekt gewonnen werden konnte. Auch Chabad ist mit einer eigenen Gemeinschaft in München vertreten. Ebenfalls besteht wieder eine Freimaurerloge „B'nai B'rith Hebraica-Menorah e.V“.